# 양덕온천문화휴양지
양덕온천문화휴양지는 북한 평안남도 양덕군 온정리에 위치하여 166만여㎡ 부지에 온천, 스키장, 승마공원 등을 갖추고 있는 휴양, 오락 시설이다.

## 건설
김정은이 외국인 관광객을 모아 외화벌이를 하기 위해 백두산 삼지연시, 원산갈마지구, 금강산과 함께 이곳, 양덕온천관광지구를 개발하였다.  2018년 11월부터 개발하기 시작했으며, 항상 그래왔듯이 군인 건설자들을 동원하여 두달동안 60여만㎥의 기반공사를 하고 3개의 스키주로를 만들어서 1년 만인 2019년 12월 7일 준공하여 2020년 1월 10일부터 운영하기 시작했다. 코로나19 때문에 2020년 3월, 개장 2개월만에 폐쇄되었으나 2023년 7월 15일 다시 개장하였다. 

## 온천
양덕군에는 대탕지(大湯池), 소탕지(小湯池), 석탕지(石湯池) 등 여러 온천이 존재한다. 이들은 《신증동국여지승람》에서 완전온천(薍田溫泉), 초천온천(草川溫泉)이라는 이름으로 소개되었을 정도로 조선시대부터 유명한 온천이었다. 양덕온천은 실내외 온천장 두 곳을 운영하며 물고기 온천욕, 별장 온천욕, 귀빈용 온천욕, 가족 온천욕과 개별 치료, 모래욕 치료, 물리 치료 등을 제공하고 있다.

## 기타 시설
승마공원과 조마장에서는 말타기, 탁구, 물놀이, 스크린 골프, 사격, 전자오락, 영화관람 등을 할 수 있다. 또, 스키장에서는 스키 타기, 판스키 타기, 썰매, 눈 오토바이, 눈 버스, 눈 스케이트 타기 등을 즐길 수 있다. 이 외에도 호텔·여관·펜션, 치료·요양시설, 대중안마실 등이 있다.